# Люсеберт
Люсеберт (нидерл. Lucebert, [ˈluʧəbɛrt]) — псевдоним Любертюса Якобюса Свансвейка (нидерл. Lubertus Jacobus Swaanswijk, 15 сентября 1924 — 10 мая 1994) — нидерландского поэта и художника, участника нидерландского литературного Движения Пятидесятых и европейского авангардистского движения КОБРА.

## Биография
Любертюс Якобюс Свансвейк родился в Амстердаме в 1924 году. По окончании средней школы он начал работать в малярном предприятии своего отца, где впервые обнаружился его художественный талант. Увидевший сделанные им эскизы оформления ресторана журналист помог молодому Любертусу получить стипендию и поступить в Институт Художественного Образования в 1938 году. Но уже на следующий год он бросил учебу и стал бродягой.
В 1947 году он принял предложение матери-настоятельницы францисканского монастыря в Хемскерке расписать монастырские стены в обмен на пищу и кров. Однако, художественные достоинства фрески Любертюса не были оценены руководством монастыря и после смены аббатисы стена была побелена поверх изображения в 1951 году. (Фреска была частично восстановлена в 1989 году).
Поэтический дебют Любертюса, под псевдонимом Люсеберт, состоялся в 1949 году, когда в журнале Рефлекс было опубликовано его стихотворение «Любовное письмо нашей замученной невесте Индонезии» (нидерл. «Minnebrief aan onze gemartelde bruid Indonesia»).
Псевдоним составлен из лат. Luce («свет») и германского Bert («светлый, ясный, прозрачный») и в оригинале произносится ближе к «Лу́чеберт», но в русскоязычных текстах принята транслитерация «Люсеберт».
В начале пятидесятых его стихи регулярно появляются в журнале «Брак» («Рвота»). Уже третий номер журнала вышел с Люсебертом в числе редакторов. Вскоре поэт становится одним из активных участников и идеологов литературного движения пятидесятников. Часто его называют «императором пятидесятников» (нидерл. Keizer der Vijftigers).
Как поэт, Люсеберт стремился к обновлению нидерландской поэзии. Темами многих из его стихов является сама поэзия, личность поэта и конфликт между поколениями литераторов.
После 1965 года Люсеберт перестаёт писать стихи и концентрирует свою энергию на занятии живописью и графикой.
Люсеберт скончался 10 мая 1994 году в Алкмаре.

## Награды
- 1953 — Поэтическая премия Амстердама за Apocrief
- 1956 — Поэтическая премия Амстердама за De beulen
- 1962 — Поэтическая премия Амстердама за Terreur
- 1965 — Премия Константина Хейгенса за все поэтические труды
- 1967 — Премия П. К. Хофта за все поэтические труды
- 1983 — Премия нидерландской литературы за все поэтические труды
- 1990 — Премия Якоба ван Лоя за все поэтические труды

## Работы
- 1951 — Triangel in de jungle
- 1952 — apocrief / de analphabetische naam
- 1952 — de amsterdamse school
- 1953 — Van de afgrond en de luchtmens
- 1957 — Amulet
- 1959 — Val voor vliegengod
- 1972 — En morgen de hele wereld
- 1981 — Oogsten in de dwaaltuin
- 1982 — De moerasruiter uit het paradijs
- 1983 — `Ongebundelde gedichten'
- 1989 — Troost de hysterische robot
- 1993 — Na de helft van het leven
- 1993 — Van de roerloze woelgeest
- 1994 — Van de maltentige losbol